# 샤릭스
샤릭스 (Charix)는 프랑스 오베르뉴론알프 앵주의 코뮌이다. 실랑 호와 주냉 호 부근에 위치해 있다. 플라뉴 코뮌은 지난 1845년 샤릭스 코뮌과 생제르맹드주 코뮌을 분할하여 만들어진 코뮌이다. 코뮌의 대부분 면적은 임지대가 차지하고 있다.
샤릭스에 사는 사람은 '샤리앙 / 샤리지앙' (Chariants / Charisiens)이라 부른다.

## 지리
샤릭스는 낭튀아에서 11km 떨어진 지점에 위치해 있으며, 코뮌의 북쪽 경계는 주냉 호와 마주한다. 샤릭스 코뮌 주변으로는 오요나, 에샬롱, 아프르몽, 플라뉴, 생제르맹드주, 낭튀아, 레네롤, 르푸아자랄레리아와 경계를 이룬다.
오트뷔제의 중심부에 위치해 있으며 쥐라산맥 내부에 속한다. 코뮌의 해발고도는 최소 580m에서 최고 1,046m이며 실랑 호의 협곡을 굽어보는 자리에 있다. 참고로 주냉 호의 고도는 해발 826m이다. 코뮌 내 최고고도 지점은 두 곳이 있는데, 하나는 푸토 숲 (991m)이며 다른 하나는 아프르몽 코뮌 내에 있는 뷔르데 산 (1,043m)이다.
샤릭스에는 주냉 호 너머에 하천이 몇 곳 있다. 프롱드 하천, 발므 하천, 크레뒤비프 하천, 샤릭스 하천 등 총 네 곳이다. 폭포도 물랭드라시 폭포, 캉본 폭포, 프롱드 폭포, 피스바슈 폭포 등 여러 곳이 있다.

## 역사
샤릭스라는 이름은 시대에 따라 변화해 왔다. 1350년경에는 '샤리지옹' (In Charision), 1356년에는 '샤리' (Chary), 1613년에는 '샤리즈' (Chariz)라 불렀다. 샤릭스라는 이름의 어원은 중세 시대로 거슬러 올라가며 15세기경 'vy des chars, des chers et des charrets'이라는 표기에서 이름붙여졌다고 하는 것이 일반적인 가설이다.
1145년 교황 에우제니오 3세가 낭튀아 소수도원의 소유 재산을 확인하는 문서에서 이 마을의 이름이 언급된다. 샤릭스는 1608년 낭튀아 소수도원의 소유지로 남아 있었다. 다만 마을 사람들은 일부 자치권을 인정받기도 하였는데, 일례로 1382년부터는 주민들이 토지 개간권을 갖게 되었다.
17세기에는 이 일대 지역이 세력 충돌의 장으로 변모하였다. 1604년에는 그리와 퀴아네 간에 전투가 벌어지면서 프랑크콩투아 군 500여명이 샤릭스 마을을 습격해 잿더미로 만들었다. 프랑스 혁명 대에 마을 주민수는 652명이 되었는데 그 중 일부는 발므 지역의 트래버틴 채석장에서 일하는 사람들이었다.
1851년에는 다시 화재가 발생해 마을 일부를 불태웠다. 이때 이후로 샤릭스 마을의 경제활동은 채석장과 방직물 (삼 재배)에만 특히 집중되었다. 1879년에는 리옹에 '샤릭스 오트뷔제 채석회사'가 설립되고 오트뷔제 철로가 깔리면서 채석 산업은 더욱 활기를 띄었다. 1900년부터는 마을 내에 전화선이 들어왔다.

## 인구
| 연도 | 인구 | ±%    |
| ---- | ---- | ----- |
| 2006 | 289  | —     |
| 2007 | 292  | +1.0% |
| 2008 | 297  | +1.7% |
| 2009 | 300  | +1.0% |
| 2010 | 294  | −2.0% |
| 2011 | 289  | −1.7% |
| 2012 | 283  | −2.1% |
| 2013 | 284  | +0.4% |
| 2014 | 284  | +0.0% |
| 2015 | 285  | +0.4% |
| 2016 | 285  | +0.0% |

## 명소

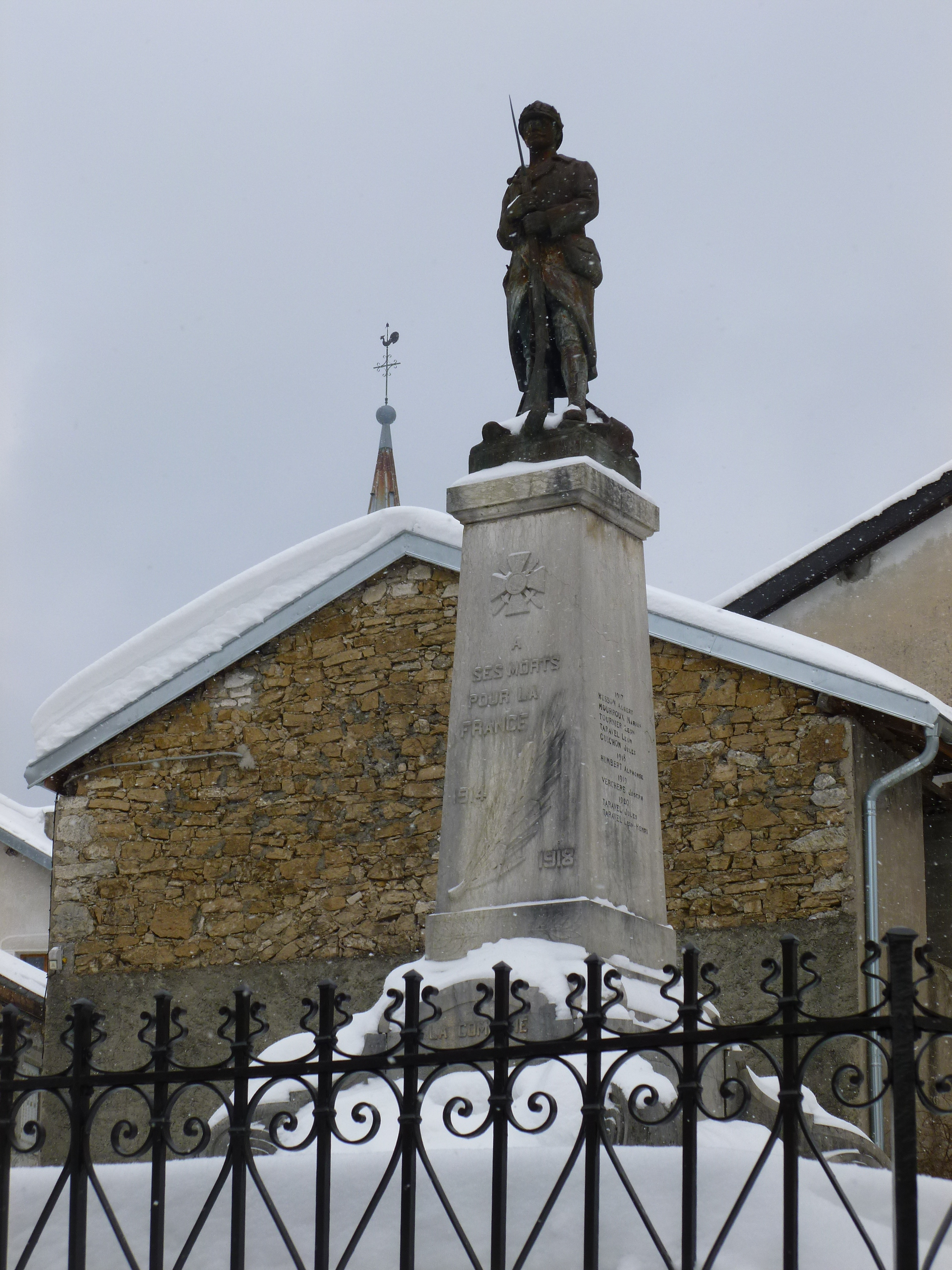
샤릭스의 위령비

샤릭스 생타망 교회 (L'église Saint-Amant de Charix, 샤릭스 교회)는 1613년부터 전해져 내려오는 교회로, 한때 파괴되었다가 1840년부터 1842년까지 건축가 와로케의 주도로 복원되면서 지금의 자리에 위치하게 되었다. 교회 건너편에는 여러 개의 종교 기념물이 자리해 있다. 샤릭스 마을내에는 십자가가 네 개 들어서 있고 쇼퐁 마을에는 성모상이 서 있다. 이들 다섯 개의 기념상은 지난 1864년 마을의회의 결정으로 세워진 것으로 1865년에 설치가 마무리되었다.
샤릭스 코뮌 내에는 주냉 호의 일부가 들어와 있다. 겨울에는 스케이트를 타거나 얼음입수 스포츠가 가능하다. 호수 부근에는 스키 코스도 자리해 있다.

## 같이 보기
- 앵 주의 코뮌 목록